# Florence Bascom
Pour les articles homonymes, voir Bascom.
Florence Bascom, née le 14 juillet 1862 à Williamstown (Massachusetts) et décédée le 18 juin 1945, est une géologue américaine. Elle est connue pour avoir été la deuxième femme à obtenir un doctorat en géologie aux États-Unis et avoir été la première femme à être engagée à l'Institut d'études géologiques des États-Unis, en 1896. Ses travaux se sont principalement portés sur la caractérisation et l'évolution des roches constituant la région du Piedmont, ainsi que la définition des cycles d'érosion ayant affecté cette région. Elle est autrice d'une quarantaine d'articles scientifiques, dans les disciplines de la pétrographie génétique, de la géomorphologie et de la sédimentation détritique.
Son exemple et son engagement dans la formation des femmes en géologie sont à l'origine d'une génération prolifique de femmes géologues aux États-Unis. Ces dernières ont toutes apporté une contribution notable dans diverses spécialités de la géologie au cours de la première moitié du XXe siècle.

## Biographie
Elle est la fille des professeurs John Bascom (en) et  Emma Curtiss Bascom. Son père soutient le droit des femmes. Il encourage sa fille à aller étudier à l’université, ce qui n'est pas fréquent à l'époque. En 1887, elle obtient une maîtrise à l'Université Johns Hopkins puis continue et obtient un doctorat. C'est la première femme à obtenir un doctorat de cette université, et la deuxième à obtenir un doctorat en géologie aux États-Unis. Elle est également la première femme à être engagée par la United States Geological Survey (USGS). Elle est éditrice scientifique pour le journal American Geologist. 
Le cratère vénusien Bascom a été nommé en son honneur,.
Elle décède le 18 juin 1945 à l'âge de 82 ans d'un accident vasculaire cérébral. Elle est enterrée dans un cimetière du Williams College à Williamstown .